# Przystawka (wieś)
Przystawka – wieś w Polsce położona w województwie podlaskim, w powiecie sokólskim, w gminie Janów.
Wieś królewska ekonomii grodzieńskiej położona była w końcu XVIII wieku w powiecie grodzieńskim województwa trockiego. W latach 1975–1998 miejscowość administracyjnie należała do województwa białostockiego.
Wierni kościoła rzymskokatolickiego należą do parafii św. Jerzego w Janowie.